# Physula arbona
Physula arbona là một loài bướm đêm trong họ Noctuidae.